# زوارتنوتس، ارمنستان
زوارتنوتس (به ارمنی: Զվարթնոց) یک شهرک در ارمنستان است که در استان آرماویر واقع شده‌است.  در  کیلومتری شمال آرماویر، مرکز استان آرماویر واقع شده است. زوارتنوتس در ۱۰ کیلومتری غرب ایروان قرار گرفته است